# 와쇼정
와쇼정(일본어: 和庄町)은 일본 히로시마현 아키군에 있던 정이다. 현재의 구레시의 일부에 해당한다.

## 역사
- 1889년 4월 1일 - 정촌제 시행에 의해 아키군 와쇼촌이 단독으로 촌제를 시행해, 와쇼촌이 성립하였다.
- 1892년 4월 1일 - 정으로 승격해 와쇼정이 되었다.
- 1902년 10월 1일 - 아키군 미카와정, 소야마다촌, 미야하라촌과 합병, 시로 승격해 구레시를 신설하고 폐지되었다.

## 참고문헌
- 財界二千五百人集編纂部編『財界二千五百人集 本編』財界二千五百人集編纂部、1934年。
- 『角川日本地名大辞典 34 広島県』。
- 『市町村名変遷辞典』東京堂出版、1990年。